# Liste der Baudenkmale in Stedesdorf
In der Liste der Baudenkmale in Stedesdorf sind alle Baudenkmale der niedersächsischen Gemeinde Stedesdorf im Landkreis Wittmund aufgelistet. Grundlage ist die veröffentlichte Denkmalliste des Landkreises (Stand: November 2000).
Baudenkmale sind „im Sinne des Gesetzes Bodendenkmale, bewegliche Denkmale und Denkmale der Erdgeschichte.“ Die Denkmalliste der Gemeinde Stedesdorf umfasst zwölf Baudenkmale.

## Baudenkmale
Die Liste umfasst, falls vorhanden, eine Fotografie des Denkmals, als Bezeichnung falls vorhanden den Namen, sonst den Gebäudetyp und die Adresse, das Datum der Unterschutzstellung und die Eintragungsnummer Denkmalbehörde.
| Bild | Bezeichnung                            | Lage                             | Beschreibung | Bauzeit               | Eingetragen seit | Denkmal- nummer |
| --- | -------------------------------------- | -------------------------------- | --- | --------------------- | ---------------- | --------------- |
| [[Vorlage:Bilderwunsch/code!/C:53.63256,7.63258!/D:Backhaus Hof Bargstede, Mamburg, Bargsteder Str. 2!/\|BW]]                 | Backhaus Hof Bargstede                 | Mamburg, Bargsteder Str. 2 Karte | Backhaus mit Stallteil, Ziegelbau mit Traufgesims | Um 1900               |                  | 1               |
| [[Vorlage:Bilderwunsch/code!/C:53.63256,7.63258!/D:Wohn-/Wirtschaftsgebäude Hof Bargstede, Mamburg, Bargsteder Str. 2!/\|BW]] | Wohn-/Wirtschaftsgebäude Hof Bargstede | Mamburg, Bargsteder Str. 2 Karte | Großes Gulfhaus, eingeschossiger Ziegelbau, Wohnteil mit Drempel, aufwendigen Lisenen- und Gesimsgliederung                                                         | Datiert 1904          |                  | 2               |
| [[Vorlage:Bilderwunsch/code!/C:53.63792,7.66086!/D:Wohnhaus, Osteraccum, Hauptstr. 23!/\|BW]]                                 | Wohnhaus                               | Osteraccum, Hauptstr. 23 Karte   | Landarbeiterhaus, kleiner gulfhausähnlicher Ziegelbau, originaler Wandkamin in der ehemaligen Küche; Wesentliche schutzbegründende Bedeutung: Typus-/Stilausprägung | Datiert 1901          |                  | 3               |
| [[Vorlage:Bilderwunsch/code!/C:53.6293,7.66612!/D:Wohn-/Wirtschaftsgebäude, Gulfhaus, Stedesdorf, Gasteriege 14!/\|BW]]       | Wohn-/Wirtschaftsgebäude, Gulfhaus     | Stedesdorf, Gasteriege 14 Karte  | Kleines Gulfhaus in Ziegelbauweise, Wirtschaftsteil mit Vollwalm und Traufgesims, Wesentliche schutzbegründende Bedeutung: Typus-/Stilausprägung                    | Datiert 1874          |                  | 4               |
| Friedhof | Friedhof                               | Stedesdorf, Hauptstr. 7 Karte    | |                       |                  | 5               |
| Glockenturm St. Aegidius | Glockenturm St. Aegidius               | Stedesdorf, Hauptstr. 7 Karte    | |                       |                  | 6               |
| Kirche St. Aegidius mit Kirchwurt                                                                                             | Kirche St. Aegidius mit Kirchwurt      | Stedesdorf, Hauptstr. 7 Karte    | Einschiffiger Tuffsteinbau, Umbau der Ostteile in Ziegelbauweise (14. Jahrhundert)                                                                                  | Mitte 12. Jahrhundert |                  | 7               |
| [[Vorlage:Bilderwunsch/code!/C:53.64736,7.65726!/D:Wohnhaus Gut Fiekensholt, Thunum, Hauptstr. 53!/\|BW]]                     | Wohnhaus Gut Fiekensholt               | Thunum, Hauptstr. 53 Karte       | |                       |                  | 8               |
| [[Vorlage:Bilderwunsch/code!/C:53.6474453,7.6578581!/D:Friedhof, Thunum, Hauptstr. 66!/\|BW]]                                 | Friedhof                               | Thunum, Hauptstr. 66 Karte       | |                       |                  | 9               |
| Glockenturm | Glockenturm                            | Thunum, Hauptstr. 66 Karte       | Ziegelbau | 13. Jahrhundert       |                  | 10              |
| St.-Marien-Kirche Thunum mit Kirchwurt                                                                                        | St.-Marien-Kirche Thunum mit Kirchwurt | Thunum, Hauptstr. 66 Karte       | Rechteckiger Saalbau in Ziegelbauweise mit Ecklisenen und Rundbogenfenstern                                                                                         | Datiert 1842          |                  | 11              |
| [[Vorlage:Bilderwunsch/code!/C:53.6474453,7.6578581!/D:Pfarrhaus, Thunum, Hauptstr. 66!/\|BW]]                                | Pfarrhaus                              | Thunum, Hauptstr. 66 Karte       | Gulfhaus mit kleinem Wirtschaftsteil; eingeschossiger Wohnteil, um 1900 verlängert; Wesentliche schutzbegründende Bedeutung: Typus-/Stilausprägung                  | Um 1870               |                  | 12              |